# 卢于道

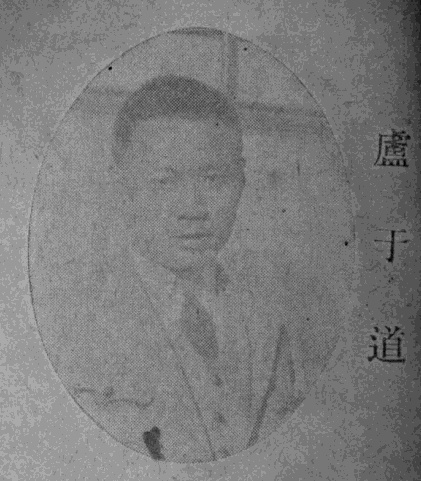
盧于道

卢于道（1906年—1985年），男，浙江鄞县（今宁波）人，中国解剖学家，中国解剖学的先驱之一，尤开拓了中国近现代神经解剖学领域。

## 生平
1926年，毕业于国立东南大学心理学系，在校曾修读生物學。
毕业后，赴美国留学，于芝加哥大学攻读神经解剖学，后获解剖学哲学博士学位，因成绩优异，得金钥匙奖，并入选美国人类学会终身会员。
1930年，学成归国，于上海医学院任副教授。
1931年开始，担任中央研究院心理学研究所研究员。
1941年，担任湘雅医学院（当时在贵阳）教授。
1941年-1942年，担任中国科学社生物研究所教授和中国科学社代理总干事。
1942年开始，出任复旦大学生物系教授。1942年—1946年，出任复旦大学生物系主任。1949年—1951年，再度出任复旦大学生物系主任。
1943年，入中国科学工作者协会。
1944年，入民主科学座谈会（该社后来改名作民主科学社）。
1946年，参与并发起九三学社，当选九三学社监事。
1948年10月，赴解放区，在石家庄得到毛泽东接见。
1949年3月，以中国代表团团员的身份参加世界和平大会（捷克布拉格）。
1949年9月，出席了中国人民政治协商会议，参与制定了《中国人民政治协商会议共同纲领》。
1949年10月1日，登天安门城楼，参与了中华人民共和国开国大典。
1949年—1952年，任复旦大学理学院院长。1953年，任复旦大学研究生部主任。
1953年，参加中国第4次赴朝鲜慰问团（贺龙为慰问团团长）。
参加中国访问苏联的代表团。
1985年，因病逝世，享年79岁。

## 任职

### 中国
- 中国生理学会会员
- 中国心理学会会员
- 中国动物学会会员
- 九三学社中央常委，九三学社中央副主席，九三学社上海分社主任委员。
- 第二、三、五、六届全国人大代表。
- 上海市人民委员会委员
- 第四届上海市政协副主席
- 上海市科协主任

### 美国
- 美国希格鹤赛（Sigma xi）科学荣誉学会会员
- 美国体质人类学会终身会员

## 著作
- 《神经解剖学》（是中国第一部人体神经系统解剖学专著）
- 《自然辩证法》
- 《西洋哲学史》
- 《活的身体》
- 《科学概念》
- 《脑的进化》